# لندچک
لندچک (به لاتین: Lędyczek) یک روستا در لهستان است که در گمینا اوکونک واقع شده‌است. لندچک ۵۲۶ نفر جمعیت دارد.